# Victor Dolipschi
Victor Dolipschi (né le 19 octobre 1950 à Bucarest et mort le 14 janvier 2009) est un lutteur roumain spécialiste de la lutte gréco-romaine. Il participe aux Jeux olympiques d'été de 1972 et aux Jeux olympiques d'été de 1984. En 1972 ainsi qu'en 1984, il remporte la médaille de bronze en combattant dans la catégorie des poids super lourds (+100 kg).

## Palmarès

### Jeux olympiques
- Jeux olympiques de 1972 à Munich,  Allemagne
  -  Médaille de bronze.
- Jeux olympiques de 1984 à Los Angeles,  États-Unis
  -  Médaille de bronze.